# Canot de sauvetage léger
Pour les articles homonymes, voir CSL.

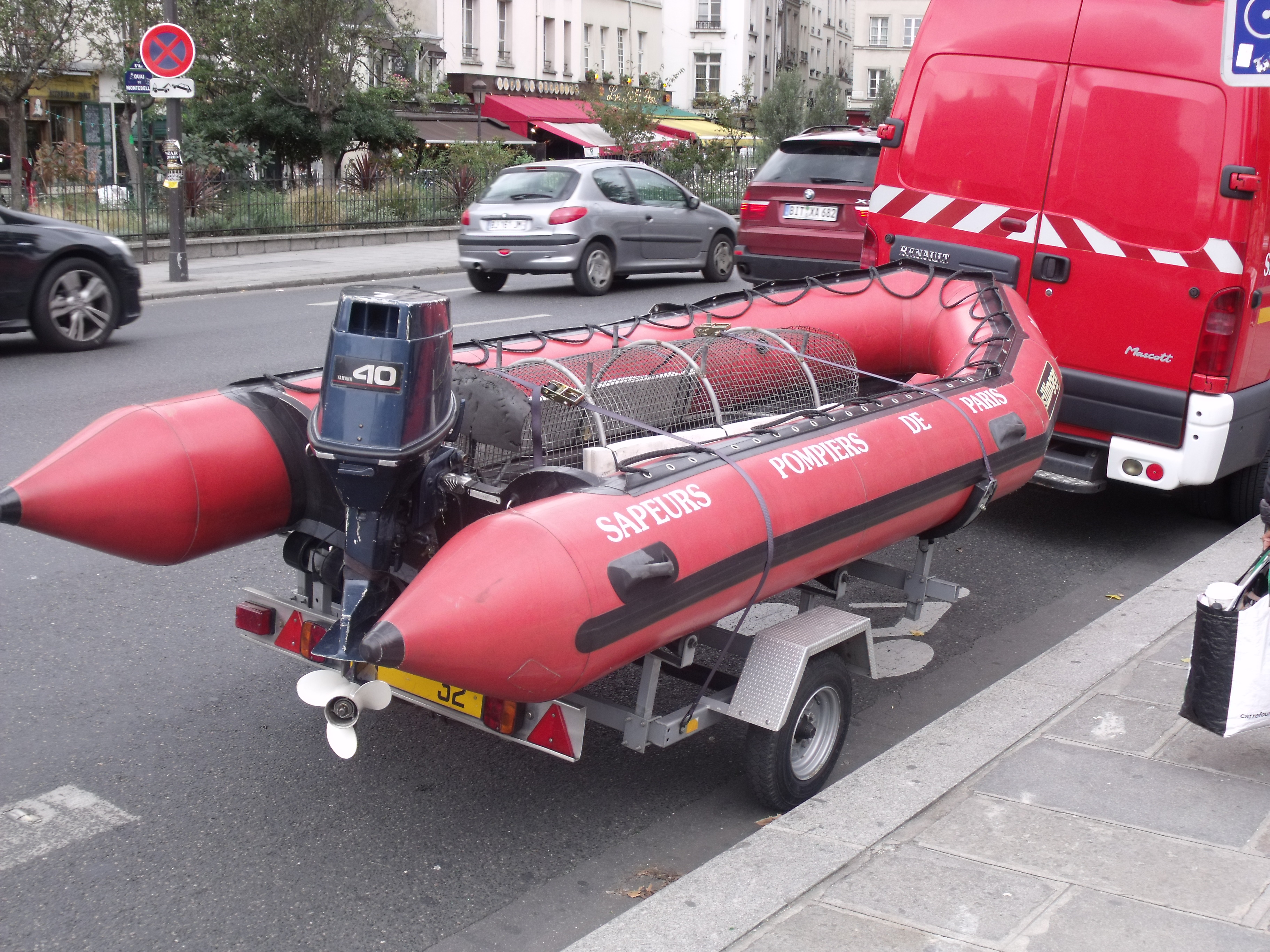
Canot de sauvetage léger CSL24 appartenant à la BSPP

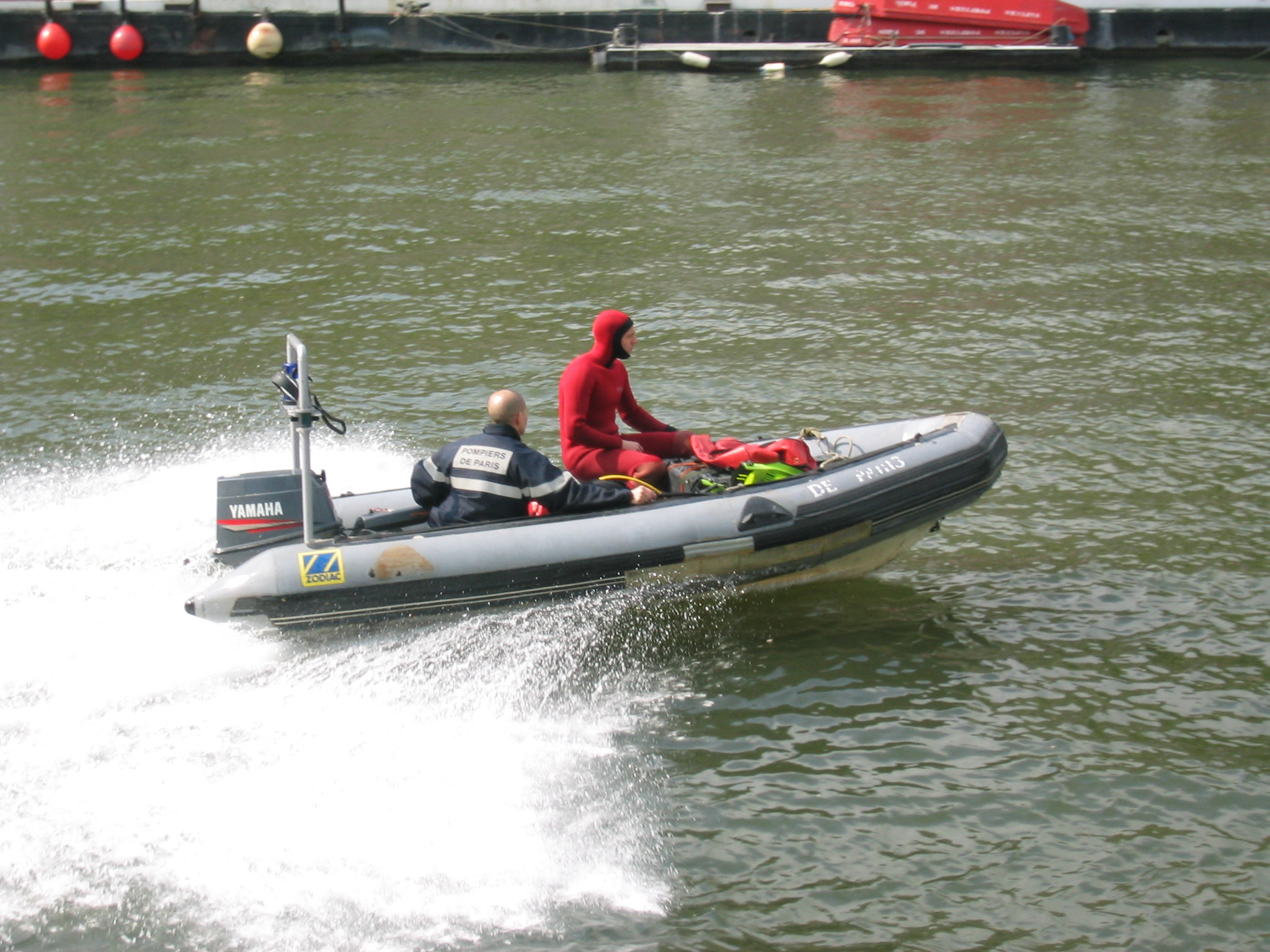
Canot de sauvetage léger sur la Seine

Le canot de sauvetage léger ou CSL est un canot pneumatique utilisé par la brigade de sapeurs-pompiers de Paris.

## Caractéristiques
Le canot de sauvetage léger de la BSPP est fabrique par la société Sillinger. Sa propulsion est assurée par un moteur hors-bord Yamaha d'une puissance de 40 CV. De couleur rouge, cette embarcation légère est immédiatement identifiable sur les cours d'eau d'Île-de-France où elle intervient. En outre, il porte le marquage « Brigade de sapeurs-pompiers de Paris ».
Le CSL est tracté sur remorque par des agrès spécifiques telle la camionnette soutien de plongée, le véhicule spécialiste intervention subaquatique, ou encore le véhicule intervention grande intempérie.
Ces canots sont principalement stationnés dans les centres de secours ayant une vocation à intervenir sur la Seine ou la Marne : La Monnaie, Gennevilliers port, Neuilly-sur-Marne et Pantin.

## Les CSL de la préfecture de police

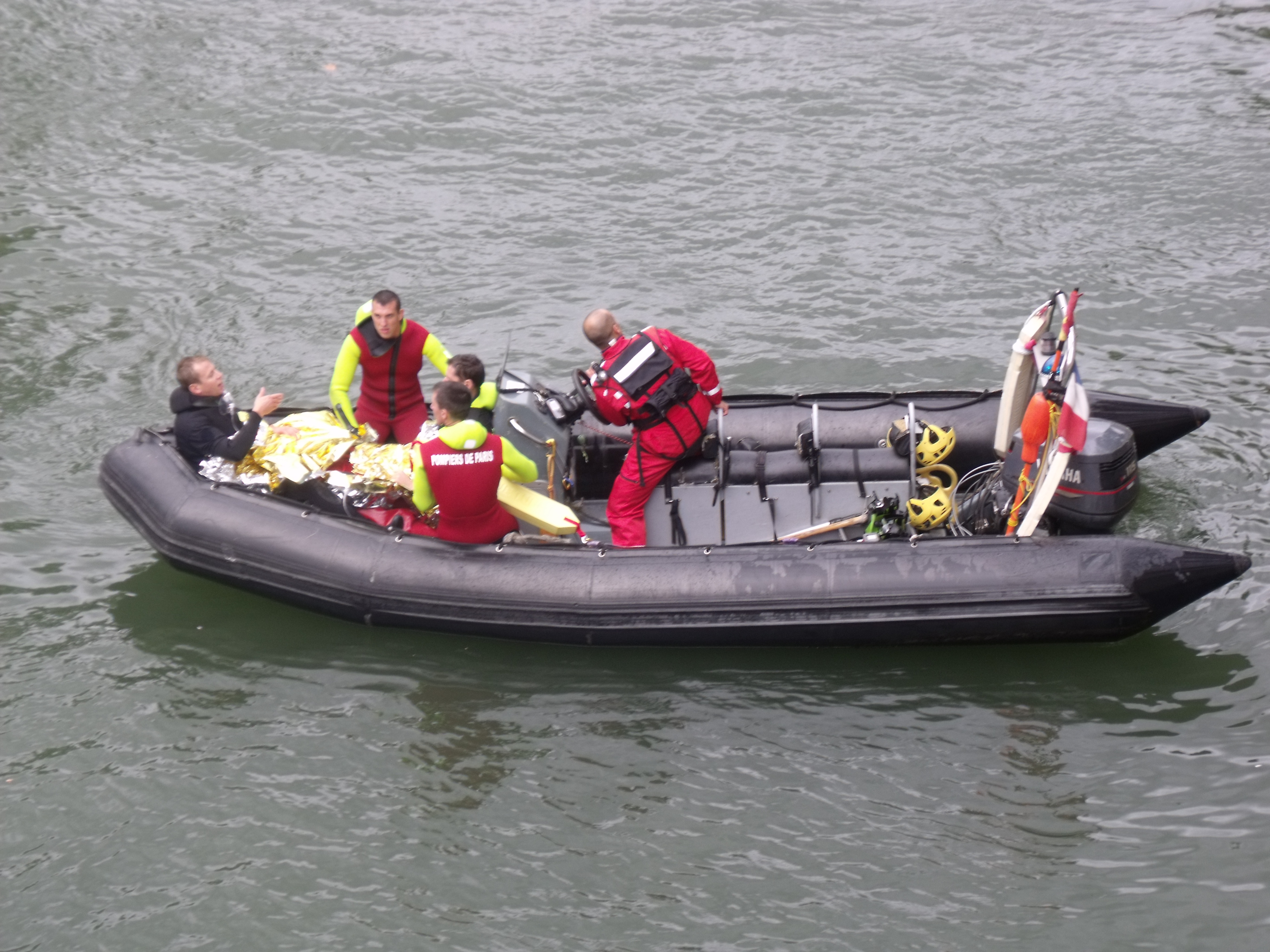
Canot de sauvetage léger des pompiers de Paris

Jusqu'en avril 2012, la préfecture de police a mis à disposition des pompiers de Paris deux canots semi-rigides de couleur noire appartenant à la brigade fluviale de la police nationale. Ces bateaux légers devaient combler un vide et ont depuis été rétrocédé. Ceux-ci se distinguaient par l'absence de marquage spécifique, par la mise en place d'une console de pilotage, et par un mât métallique sur lequel était fixé un gyrophare bleu.